# Elmar Pieroth

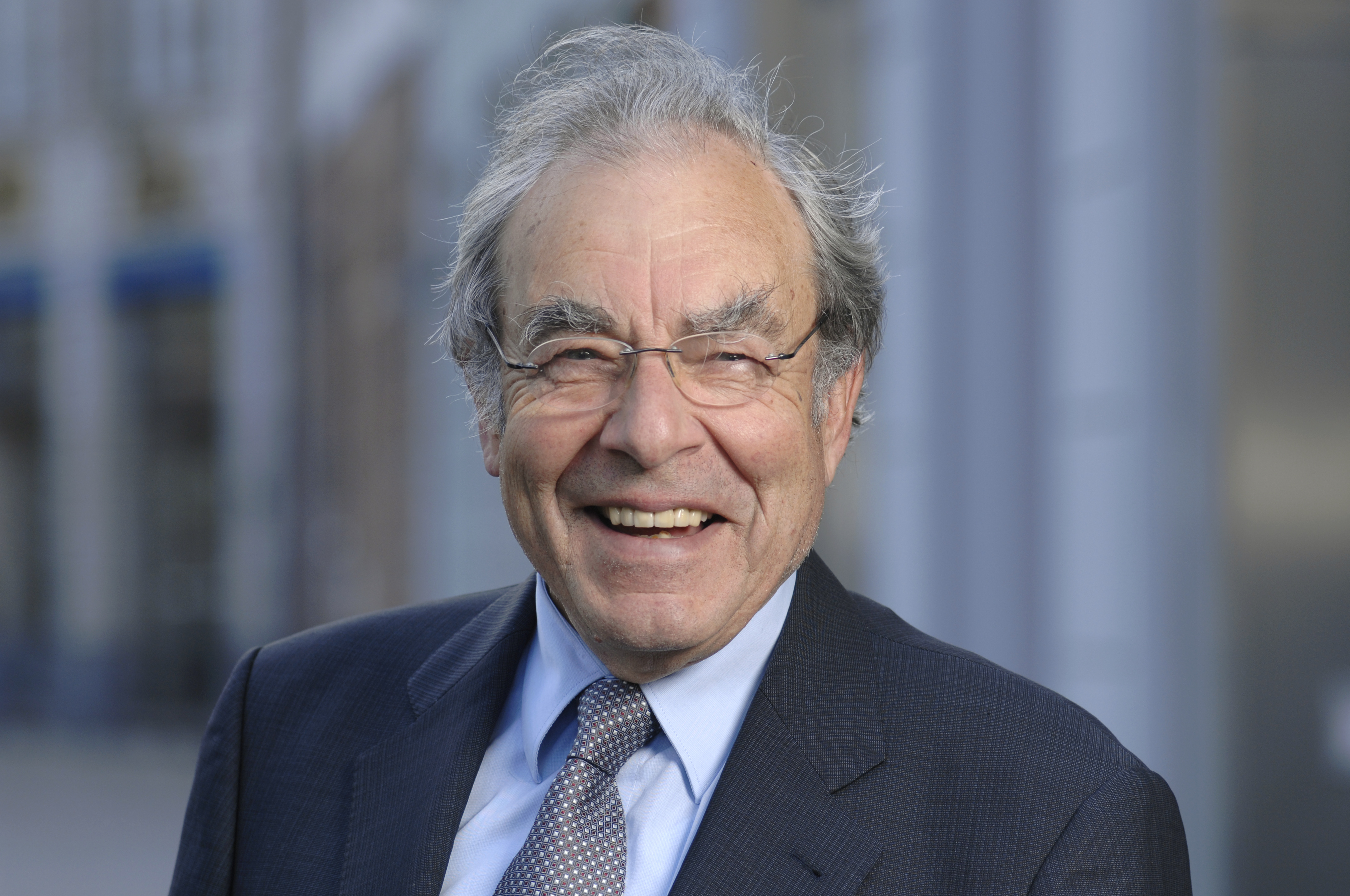
Elmar Pieroth, 2007

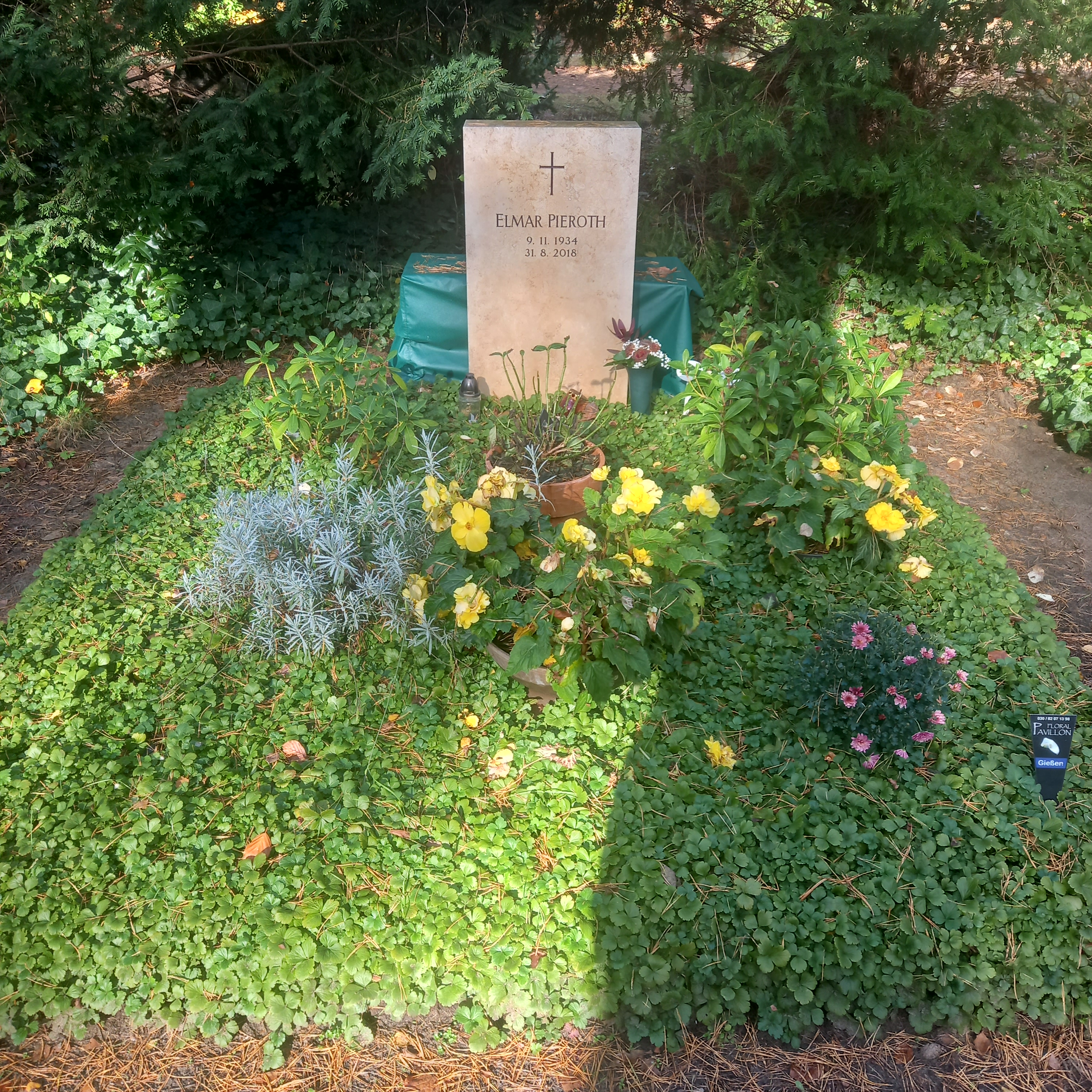
Das Grab von Elmar Pieroth auf dem Waldfriedhof Zehlendorf in Berlin

Elmar Pieroth (* 9. November 1934 in Bad Kreuznach; † 31. August 2018 in Berlin) war ein deutscher Politiker (CDU). Der Kaufmann war von 1969 bis 1981 Bundestagsabgeordneter. In Berlin war er von 1981 bis 1989 und von 1996 bis 1998 Senator für Wirtschaft sowie von 1991 bis 1996 Senator für Finanzen.

## Leben

### Jugend, Beruf und Familie

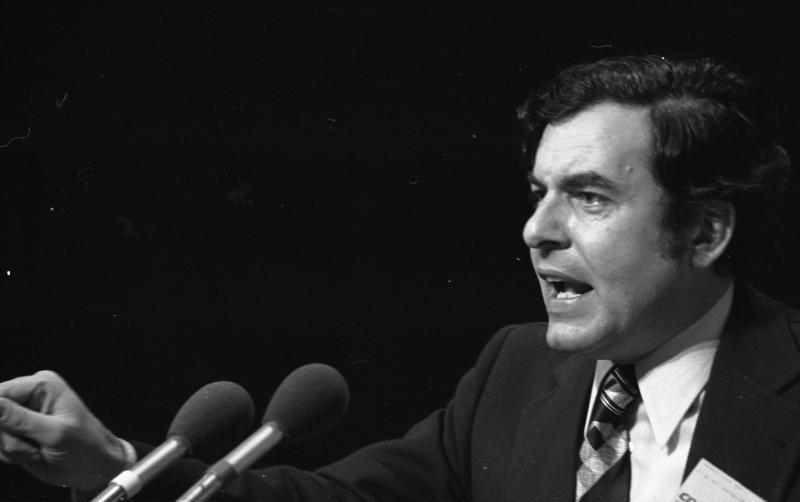
Elmar Pieroth, 1973

Pieroth legte 1953 am Stefan-George-Gymnasium in Bingen sein Abitur ab. Anschließend baute er bis 1965 das Weingut und Weinhandels-Unternehmen Ferdinand Pieroth GmbH auf. Er studierte Volkswirtschaft, Betriebswirtschaft und Politikwissenschaft in München und Mainz. Das Studium schloss er 1968 als Diplom-Volkswirt ab. Elmar Pieroth war verheiratet mit Hannelore, geb. Ribow, und hatte sechs Kinder, darunter Catherina Pieroth-Manelli (* 1966), die 2016 als Mitglied des Abgeordnetenhauses von Berlin für die Grünen gewählt wurde.

### Unternehmer
Im Alter von 19 Jahren begann Elmar Pieroth seine unternehmerische Laufbahn. Anstatt in den elterlichen Weinbaubetrieb einzusteigen, entwickelte er ein neues Direktvertriebssystem und führte die Firma Pieroth (nach dem Glykolwein-Skandal in WIV Wein International umbenannt, seit 2018: Pieroth Wein GmbH) zu internationalem Erfolg. Bereits in den 1960er Jahren beteiligte er Mitarbeiter am Firmenkapital, was als „Pieroth-Modell“ bekannt wurde. Um andere Unternehmen anzuregen, vergab Pieroth jährlich einen „Preis zur Förderung der Vermögensbildung in breiten Schichten“. Zusätzlich zu den üblichen Wirtschaftsbilanzen führte er Sozialbilanzen im Unternehmen ein, um Teile der sozialen Wertschöpfung im Unternehmen auch rechnerisch zu ermitteln. Unter dem Stichwort „Humanisierung der Arbeit“ führte er unter anderem einen gleitenden Übergang in den Ruhestand ein und förderte das Mitbringen von Kindern in den Betrieb.
1969 verließ er das Management des eigenen Unternehmens, um sich ausschließlich der Politik zu widmen.

### Parteipolitiker
1965 wurde Pieroth Mitglied der CDU, war seit 1965 Vorstandsmitglied der Mittelstandsvereinigung der CDU/CSU und von 1987 bis 1993 ihr Bundesvorsitzender. Von 1973 bis 1981 war er CDU-Kreisvorsitzender in Bad Kreuznach. 1976 wurde er Vorsitzender des Bundesfachausschusses Wirtschaftspolitik.
Von 1981 bis 1993 war er Mitglied des Bundesvorstands der CDU, von 1987 bis 1993 Bundesvorsitzender der Mittelstandsvereinigung der CDU/CSU.
In der Partei sorgte Pieroth mit seinem Wahlkampfstil für Aufsehen. In Rheinland-Pfalz etablierte er 1969 das Canvassing, den persönlichen Besuch von Kandidaten bei Wählern zu Hause. Bei seinen späteren Wahlkämpfen nach der Wende in Ost-Berlin erfand er die „Wohnzimmergespräche“ und trat gemeinsam mit der PDS-Kandidatin Petra Pau auf.

### Bundestagsabgeordneter
Von 1969 bis 1981 gehörte er dem Deutschen Bundestag an, war von 1972 bis 1981 Vorstandsmitglied der CDU/CSU-Bundestagsfraktion. 1980 wurde er Mitglied des parlamentarischen Wirtschaftsausschusses und Sprecher der CDU/CSU-Bundestagsfraktion für wirtschaftliche Zusammenarbeit und Entwicklungshilfe.

### Berliner Senator
1981 bis 1996 gehörte Pieroth als Mitglied dem Abgeordnetenhaus von Berlin an. In den Senaten Richard von Weizsäcker und Eberhard Diepgen I war er von 1981 bis 1985 Senator für Wirtschaft und Verkehr, dann im Senat Diepgen II von 1985 bis 1989 Senator für Wirtschaft und Arbeit. Zu den wichtigsten Projekten seiner Amtszeit gehörte der Aufbau von Technologie- und Gründerzentren.
Im Juni 1990 wechselte er als Stadtrat für Wirtschaft nach Ost-Berlin, in den Magistrat Tino Schwierzinas. Im gleichen Jahr wurde er Vorsitzender des Sachverständigenrates zur Einführung der Sozialen Marktwirtschaft in der DDR beim DDR-Ministerpräsidenten.
Von 1991 bis 1996 war er Senator für Finanzen im Senat Diepgen III in Berlin und von März 1991 bis Dezember 1994 zugleich Mitglied des Verwaltungsrats der Treuhandanstalt. Von 1996 bis 1998 wurde er im Senat Diepgen IV erneut Berliner Senator für Wirtschaft und Betriebe. Pieroth war kraft Amtes Vorsitzender des Aufsichtsrats der Berliner Verkehrsbetriebe (BVG), der Berliner Stadtreinigungsbetriebe (BSR), der Berliner Wasserbetriebe (BWB), der Wirtschaftsförderung Berlin GmbH (WFB) und der Berliner Hafen- und Lagerhausbetriebe (BEHALA). 1998 trat er als Wirtschaftssenator zurück, nach eigenen Angaben wegen Amtsmüdigkeit. Presseveröffentlichungen stellten einen Zusammenhang mit Ermittlungen gegen seine Weinfirma wegen Steuerhinterziehung her. Zu einer gerichtlichen Klärung kam es nicht. Im Januar 1999 wurde er Osteuropa-Beauftragter des Regierenden Bürgermeisters.

### Glykolwein-Skandal
Während Pieroths Amtszeit als Berliner Wirtschaftssenator war das von ihm gegründete Weinhandelsunternehmen in den Glykolwein-Skandal verwickelt.
Damals wurden in Weinen aus dem Sortiment des Unternehmens Spuren der gesundheitsgefährdenden Chemikalie Diethylenglycol entdeckt, deren Zumischung dem Wein eine höhere Süße verleihen sollte. Pieroth war zum Zeitpunkt des Skandals nicht im Unternehmen tätig und sagte aus, er habe von den Machenschaften nichts gewusst. Ehemalige Manager seines Unternehmens widersprachen ihm zwar, aber langjährige Ermittlungen ergaben keinen Hinweis auf eine Verwicklung Pieroths.
Später kam der Vorwurf auf, Elmar Pieroth soll seine Diplomarbeit, die er 1968 an der Universität Mainz im Fach Volkswirtschaftslehre veröffentlichte, nicht selbst verfasst haben. Er habe, so sagte Pieroth, in einem Team von Freunden gearbeitet und auch einiges „delegiert“. Die Abendzeitung aus München kommentierte daraufhin ihren Beitrag zum Thema mit den Worten „Hat Pieroth beim Diplom gepanscht?“

### Philanthropisches Engagement
1961 begann Pieroth mit Mitarbeitern seines Unternehmens ein Hilfsprojekt für Landwirte im westafrikanischen Togo. 1971 initiierte er die Vergabe von Kleinstkrediten an bis heute 34.000 Bauern und Handwerker in Burkina Faso.
Seit 2001 war Elmar Pieroth ehrenamtlicher Vorsitzender des Vereins „Most – Brücke von Berlin nach Mittel- und Osteuropa e. V.“
2007 gründete er die Stiftung Bürgermut, Berlin, und führte bis zu seinem Tode den Vorsitz im Stiftungskuratorium.
Elmar Pieroth starb am 31. August 2018 im Alter von 83 Jahren in Berlin.

## Veröffentlichungen
- Elmar Pieroth (Hrsg.): Sozialbilanzen in der Bundesrepublik Deutschland. Goldmann Verlag, 1978.
- Elmar Pieroth: Mensch und Kapital. Band 1: Die 8 Stunden am Tag. ECON-Verlag, Düsseldorf / Wien 1974.